# Медный кузу
Медный кузу (лат. Trichosurus johnstonii) — сумчатое млекопитающие семейства кускусовых.

## Описание
Длина тела составляет от 40 до 49 см. Вес взрослой особи — от 1,2 до 1,8 кг. Самцы крупнее и тяжелее самок. Мех серо-рыжий или полностью рыжий. Медный кузу часто считается подвидом лисьего кузу.

## Распространение
Обитает во влажных тропических лесах Квинсленда, в северо-восточной Австралии. Хотя в целом вид имеет ограниченное географическое распространение, на данной территории встречается часто.

## Образ жизни
Как и другие кузу, ведет ночной образ жизни, в дневное время укрывается в дуплах деревьев. Но в отличие от других кузу, медный кузу и ночью часть времени тратит на сон и отдых. Питается преимущественно листьями, фруктами, семенами, беспозвоночными и мелкими позвоночными.